# Prosna (województwo wielkopolskie)
Prosna – wieś w Polsce położona w województwie wielkopolskim, w powiecie chodzieskim, w gminie Budzyń.
Wieś szlachecka położona była w 1580 roku w powiecie poznańskim województwa poznańskiego. W latach 1975–1998 miejscowość należała do województwa pilskiego.
Wieś sołecka – zobacz jednostki pomocnicze gminy Budzyń w BIP.